# カムバック マドンナ〜私は伝説だ
『カムバック マドンナ〜私は伝説だ』は、韓国のテレビドラマ。
韓国では2010年8月2日から9月21日までSBSで放送された。

## 登場人物
- チョン・ソルヒ：キム・ジョンウン

韓国最大の法律事務所「知天命」の事務長で、 ロックバンド、「カムバック・マドンナ」のリードボーカル。
- チャン・テヒョン：イ・ジュニョク

過去に人気バンドのギターリストだった経験を持つ、バツイチのシングルファーザー。
- チャ・ジウク：キム・スンス

法律事務所「知天命」代表で、ソルヒの夫。
- カン・スイン：チャン・シニョン

アイドルグループのマネージャーで、「カムバック・マドンナ」のドラマー。
- イ・ファジャ：ホン・ジミン

営業上手な販売員。「カムバック・マドンナ」のベーシスト。
- ヤン・アルム：ヒョン・ジュニ

一児の子持ちのヤンママ。「カムバック・マドンナ」のギターリスト。
- オ・スンヘ：チャン・ヨンナム

テヒョンの元妻。離婚専門の敏腕弁護士。

## スタッフ
- 監督 - キム・ヒョンシク
- 脚本 - イム・ヒョンギョン、マ・ジンウォン

## 韓国国外での放送

### 日本
日本語吹替
- チョン・ソルヒ：魏涼子[1]
- チャン・テヒョン：前野智昭[1]
- チャ・ジウク：加瀬康之[1]